# The Seihos
The Seihos són un grup de música barceloní format pels germans Guillem Haro (veu i guitarra) i Xavi Haro (bateria), Martí Maymó (baix) i Adrià Albareda (teclats). Després d'irrompre a les llistes de vendes espanyoles (Top 200 Full Tracks) amb la remescla Where Did The Love Go? (2014), a la fi de 2014 i presentar New Horizon com a senzill d'avançament, The Seihos van publicar Farewell el 2015. El disc ofereix el perfil més genuí del quartet barceloní a través d'un so orgànic que, sense renegar de l'herència del Paul Simon de Graceland present a Two (2011), guanya en immediatesa.